# 제2대 알링턴 여백작 이사벨라 피츠로이

이사벨라와 그녀의 아들

 그래프턴 공작부인 이사벨라 베넷 피츠로이(Isabella Bennet FitzRoy, Duchess of Grafton, 1668년 ~ 1723년 2월 7일)는 영국의 귀족이다. 제2대 알링턴 여백작(2nd Countess of Arlington)으로도 불린다.

## 생애
이사벨라는 제1대 알링턴 백작 헨리 베넷(Henry Bennet, 1st Earl of Arlington)과 이사벨라 드 나사우(Isabella de Nassau)의 사이에서 태어났다. 그녀의 어머니는 나사우의 로데윅(Lodewijk of Nassau)의 딸이며, 오라녜공 나사우의 모리스(Maurice of Nassau, Prince of Orange)의 손녀이고, 오라녜공 윌리엄 1세(William I, Prince of Orange)의 증손녀이다.
1672년 8월 1일에 그녀는 제1대 그래프턴 공작 헨리 피츠로이와 결혼을 했는데. 그는 찰스 2세와 정부 제1대 클리블랜드 여공작 바바라 팔머 사이의 서자이다. 그들에게는 아들이 하나 있는데, 제2대 그래프턴 공작 찰스 피츠로이이다.
이사벨라는 1685년에 아버지가 죽자 알링턴 백작 작위를 물려받았다. 5년 후인 1690년에 남편 헨리가 죽었고, 백작부인은 1698년 10월 14일 토머스 햄머(Thomas Hanmer)와 재혼하였다.

## 직함
- 1668년 ~ 1672년 4월 22일: 오너러블 이사벨라 베넷
- 1672년 4월 22일 ~ 1672년 8월 1일: 레이디 이사벨라 베넷
- 1672년 8월 1일 ~ 1675년: 유스턴 백작 부인 각하
- 1675년 ~ 1723년 2월 7일: 고상하신 그래프턴 공작 부인
  - 1685년 7월 28일 ~ : 알링턴 여백작 (수오 주레)

| 전임 헨리 베넷 | 잉글랜드의 알링턴 여백작 1685년 6월 28일 ~ 1723년 2월 7일 | 후임 찰스 피츠로이 |